# Guillaume de Saint-Omer (fils de Gautier de Tibériade)
 (août 2025).
Guillaume de Saint-Omer, né vers 1160 et mort avant 1204, est un noble du royaume de Jérusalem. Il est le second fils de Gautier de Saint-Omer et d'Echive de Bures, princesse de Galilée de suo jure.

## Biographie
Après la mort de son père en 1174, la principauté de Galilée revient à Raymond III de Tripoli suite au remariage de sa mère avec celui-ci. À la mort de Raymond en 1187, le frère aîné de Guillaume, Hugues II devient le nouveau prince-titulaire de Galilée et de Tibériade.
Il soutient Guy de Lusignan contre Conrad de Montferrat pour le royaume de Jérusalem et le rejoint pour le siège de Saint-Jean d'Acre en 1189.
Il meurt avant 1204, année où son frère aîné Hugues II décède et où son frère puîné Raoul lui succède en tant que prince-titulaire de Galilée et de Tibériade.

## Mariage et enfants
Il épouse Marie, fille de Renier, connétable du comté de Tripoli, et veuve de Baudouin d'Ibelin, avec qui il a une fille :
- Echive de Saint-Omer, qui épouse Hugues Sans-Avoir, seigneur du Puy.